# لپتوسپرمون
لپتوسپرمون (به انگلیسی: Leptospermone) یک ترکیب شیمیایی با شناسه پاب‌کم ۳۰۸۳۶۳۲ است.